# Publilius Optatianus Porfyrius
Publilius Optatianus Porfyrius (so die authentische Namensform; * vermutlich um 260/270; † wohl vor 335) war ein spätantiker Dichter. Er dichtete in lateinischer Sprache und war ein früher Vertreter der Gattung des Figurengedichts.

Der Dichter Porfyrius wird identifiziert mit einem Porfyrius Optatianus, der für 329 und 333 als praefectus urbi bezeugt ist.
Durch eine Sammlung besonders kunstfertiger Figurengedichte auf Konstantin den Großen, die er später noch erweiterte, erreichte er 325 die Rückkehr aus seiner Verbannung. Sein Werk, von dem insgesamt 28 Gedichte erhalten sind, gilt als Stilvorbild für die nachfolgenden lateinischen Dichter solcher carmina figurata, unter anderem für Venantius Fortunatus, Alkuin und Hrabanus Maurus, von denen der letztere sich ausdrücklich auf Porfyrius als Vorbild für sein „Ausstreuen der Buchstaben“ (litteras spargere) bezieht.

## Ausgaben
- Elsa Kluge (Hrsg.): P. Optatiani Porfyrii Carmina. Teubner, Leipzig 1926.
- Giovanni Polara (Hrsg.): Publii Optatiani Porfyrii Carmina. 2 Bände, Paravia, Turin 1973 (mit Kommentar).
- Publilio Optaziano Porfirio: Carmi. Latino e italiano. A cura di Giovanni Polara. UTET, Torino 2004 (mit Bibliographie), ISBN 88-02-06080-0.
- Linda Jones Hall, The Poems of Optatian. Puzzling out the Past in the Time of Constantine the Great (= Bloomsbury Classical Studies Monographs), Bloomsbury, London 2024, ISBN 978-1-350-37437-9.